# Brightwells
Brightwells was een warenhuis dat in de19e eeuw werd opgericht door John Rumbelow Brightwell in High Street Southend-on-Sea als een textielwinkel. Dit groeide in 1909 uit tot een warenhuis onder de naam J.R. Brightwell Ltd. Haar directe concurrenten waren Keddies en J.L. Dixons.
John Brightwell was wethouder van de provinciestad Southend-on-Sea en tweemaal de burgemeester van Southend geweest.
De winkel sloot in de vroege jaren 1970, waarna Ketts Electrical zijn intrek nam in het monumentale gebouw. Ketts Electrical sloot in de jaren tachtig nadat het door Rumberlows was gekocht. De winkel bleef leeg staan in de jaren 1980, maar op de 2e verdieping werd een sportschool geopend. De winkel was de thuisbasis van de British Heart Foundation tot 2015, toen zowel de sportschool als de winkel werden ontruimd om plaats te maken voor een flatgebouw genaamd The Drapery, een verwijzing naar Brightwells.